# Rebelión de la Candelaria
Rebelión de la Candelaria fue el nombre que recibió en Yucatán, México una insurrección planeada por el Centro Electoral Independiente para ser estallada en la madrugada del 15 de octubre de 1909 con el propósito de derrocar al gobierno de filiación porfirista de Enrique Muñoz Aristegui. a la sazón gobernador del estado de Yucatán.

## Antecedentes históricos
La revolución mexicana en Yucatán fue un proceso social que se desarrolló con una cierta independencia de la revolución mexicana en tanto que movimiento nacional, por virtud del relativo aislamiento del estado de Yucatán en lo particular y del conjunto de la península yucateca, en toda su extensión, del resto de la república mexicana y de las condiciones que prevalecían en esa región del país en los albores del siglo XX, cuando Francisco I. Madero hizo estallar el movimiento armado en México.
En las postrimerías de la primera década del siglo XX, al final del régimen dictatorial de Porfirio Díaz, al igual que en todo el país, en Yucatán se gestaban acciones revolucionarias, producto de la inconformidad política de diferentes grupos de la sociedad yucateca. La rebelión denominada de la Candelaria en razón de que las reuniones conspiratorias se realizaban en la casa del dirigente del Centro Electoral Independiente, Alfonso Cámara y Cámara, que se encontraba junto a la iglesia de la Candelaria en la ciudad oriental de Valladolid, Yucatán, fue una de esas manifestaciones que anunciaban los vientos de cambio que llegarían a México.

## Conspiración fallida
El propósito fundamental de la rebelión era derrocar al gobierno de Enrique Muñoz Aristegui, sostenido por Porfirio Díaz y el grupo oligárquico yucateco encabezado por Olegario Molina y Avelino Montes, quienes dominaban las principales actividades productivas del estado, particularmente la industria henequenera que en aquel entonces era el eje de la economía estatal. El descontento que encabezaba el grupo rebelde se refería a la situación política en Yucatán y se anticipaba a las elecciones estatales de 1909 para gobernador pretendiendo que su candidato a la gubernatura, Delio Moreno Cantón, fuese avalado por el presidente Porfirio Díaz quien a su vez quería que Muñoz Aristegui, testaferro de Olegario Molina, secretario de Fomento del porfiriato, siguiera gobernando en el Estado.
Al fracasar en su intento de convencer al presidente Díaz y comprendiendo que las elecciones por venir serían solo una simulación, el grupo decidió derrocar al gobernador Muñoz Aristegui, forzando la sucesión, para lo cual desarrolló un plan que debería ejecutarse el 15 de octubre de 1909 con el objeto de deponer al gobernador y convocar inmediatamente a elecciones, en las cuales Moreno Cantón sería el candidato del Centro Electoral Independiente y José María Pino Suárez abanderaría al Partido Nacional Antirreeleccionista de Yucatán. 
La rebelión no se produjo al ser descubierta por la policía política del gobierno y al no presentarse en la fecha señalada el comandante de las fuerzas armadas que había ofrecido su apoyo a los rebeldes. Los dirigentes políticos involucrados fueron inmediatamente apresados y acto seguido, se persiguió a los dos contendientes opositores a la gubernatura, hasta expulsarlos del país.